# Bisdom Reykjavik
Het bisdom Reykjavik (Latijn: Dioecesis Reykiavikensis; IJslands: Biskupsdæmi Reykjavíkur) is een immediaat bisdom van de Rooms-Katholieke Kerk op IJsland. Het bisdom beslaat het hele eiland en zetelt in Reykjavik. Het bisdom, op 12 juni 1923 gesticht als apostolische prefectuur, werd op 6 juni 1929 een Apostolisch vicariaat. De leiding had de uit de Duitse plaats Selfkant afkomstige Martin Meulenberg. Op 18 oktober 1968 werd het vicariaat verheven tot bisdom.
Het bisdom telde in 1950 443 katholieken, ongeveer 0,3% van de IJslandse bevolking. In 1990 telde het bisdom 2367 katholieken, ongeveer 0,9% van de bevolking. In 2008 werden er 8000 katholieke gelovigen geteld, circa 2,5% van de totale bevolking. Zodoende heeft het bisdom in 60 jaar tijd een groei met ca. 1700% doorgemaakt. Het bisdom Reykjavik telde in 2004 vier parochies en elf priesters. 
De zetel van de bisschop is de Landakotskirkja in Reykjavik, officieel Basilíka Krists konungs genaamd, die op 23 juli 1929 door kardinaal Willem Marinus van Rossum werd ingewijd. Nevenpatronen van de kerk zijn de Maagd Maria, H. Jozef, de IJslandse patroonheilige H. Thorlac en Jón Ögmundsson. De kruisweg in de kathedraal dateert van rond 1900 en is een geschenk van de bisschop van Regensburg.

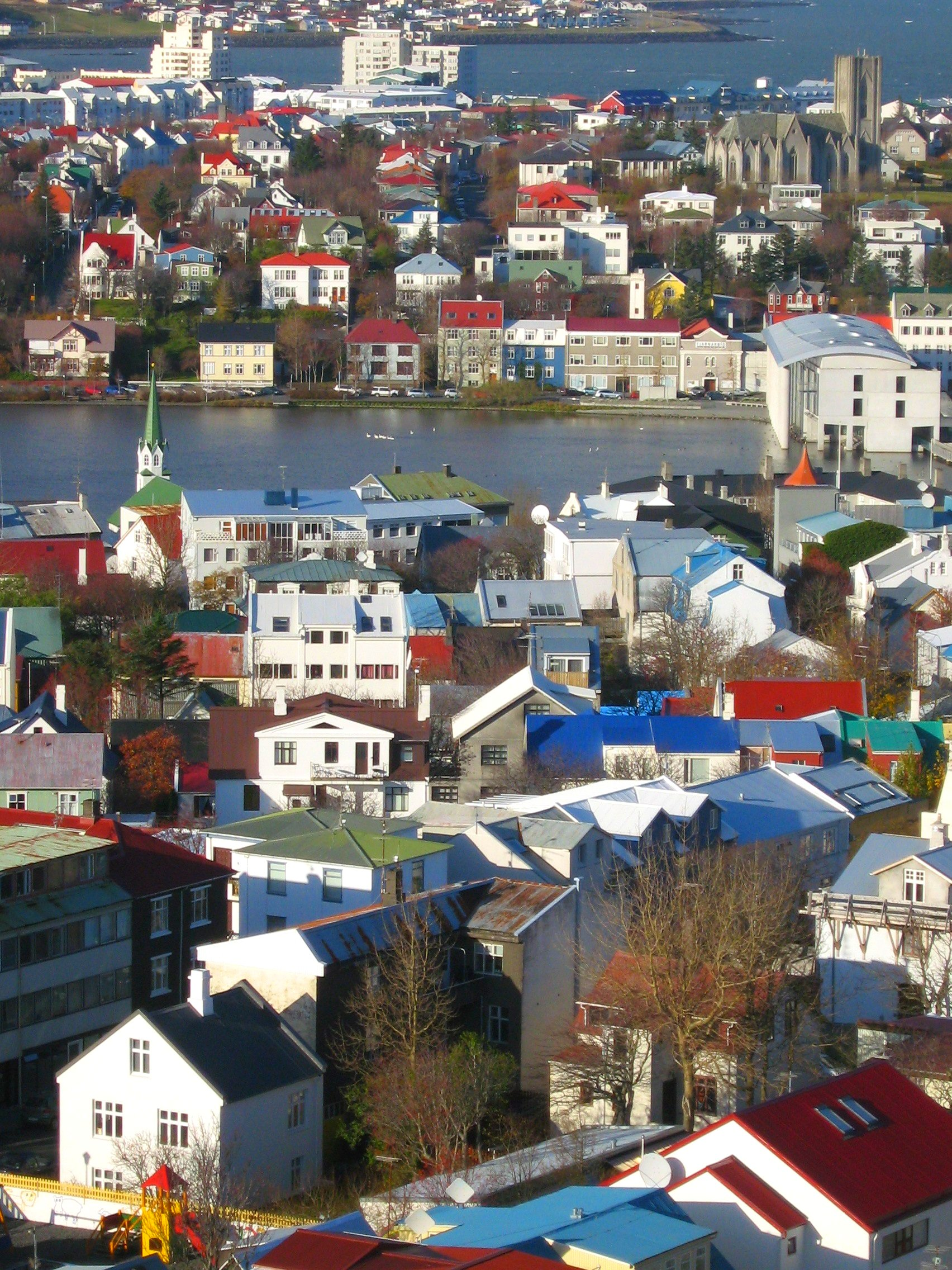
Kathedraal van Reykjavik (rechtsboven)

## Lijst van apostolisch vicarissen en bisschoppen
- 1923-1941 Martino Meulenberg SMM, prefect en apostolisch vicaris
- 1942-1967 Johánnes Gunnarsson SMM, apostolisch vicaris
- 1967-1968 vacant; Jan Theunissen SMM, apostolisch administrator
- 1968-1986 Hendrik Hubert Frehen SMM, eerste bisschop van Reykjavik
- 1987-1994 Alfred James Jolson SJ
- 1996-2007 Joannes Matthijs Gijsen
- 2007-2015 Pierre Bürcher
- 2015-heden David Tencer OFM Cap.